# 细担岛
细担岛，是珠海市香洲區担杆鎮管辖的一座无人海岛。位于珠江口外。属于万山群岛最东部的担杆列岛。面积0.84km2。 